# 野宮いづみ
野宮 いづみ（のみや いづみ -、7月19日 - ）は、日本の女性声優。以前はぷろだくしょんバオバブ（ - 2010年3月）、EARLY WING（2010年9月 - 2012年7月）に所属していた。神奈川県出身。

## 出演作品

### テレビアニメ
- はっけん たいけん だいすき!しまじろう（子供）

### 劇場版アニメ
- クレヨンしんちゃん ちょー嵐を呼ぶ 金矛の勇者（デパートの店員）

### ゲーム
- イナズマイレブン（雷門中生徒）
- セイクリッドブレイズ - SACRED BLAZE-（光の精霊）
- uni.（久我峰南海）

### 吹き替え
- アントラージュ★オレたちのハリウッド（ガールスカウト）
- 気分はぐるぐる（エミリー）
- ギルモア・ガールズ（女子生徒）
- CSI:マイアミ（コニー）
- ジョナス（幼いジョー）